# Kákonyi István
Kákonyi István (Kalocsa, 1917. augusztus 9. – Budapest, 1993. december 6.) magyar festő, szobrász, bélyegtervező, heraldikus, egyetemi tanár.

## Életpályája
1936–1944 között a Magyar Képzőművészeti Főiskola hallgatója volt, ahol Benkhard Ágost és Boldizsár István tanítványa volt. 1940-től volt kiállító művész. 1946–1949 között a Magyar Képzőművészeti Főiskola megbízott titkára és könyvtáros tisztje volt. 1949–1951 között az I. László Gimnázium rajztanáraként tevékenykedett. 1950-től elsősorban szobrászattal, utóbb épületszobrászattal foglalkozott. 1951–1959 között a Budapesti Műszaki és Gazdaságtudományi Egyetem Építészmérnöki Karának Rajz- és Formaismereti Tanszéke tanársegéde, 1959–1973 között egyetemi adjunktusa, 1973–1982 között egyetemi docense és tankönyvírója volt. A Százados úti művésztelepen élt.
Sírja a Farkasréti temetőben található (2-4-91).

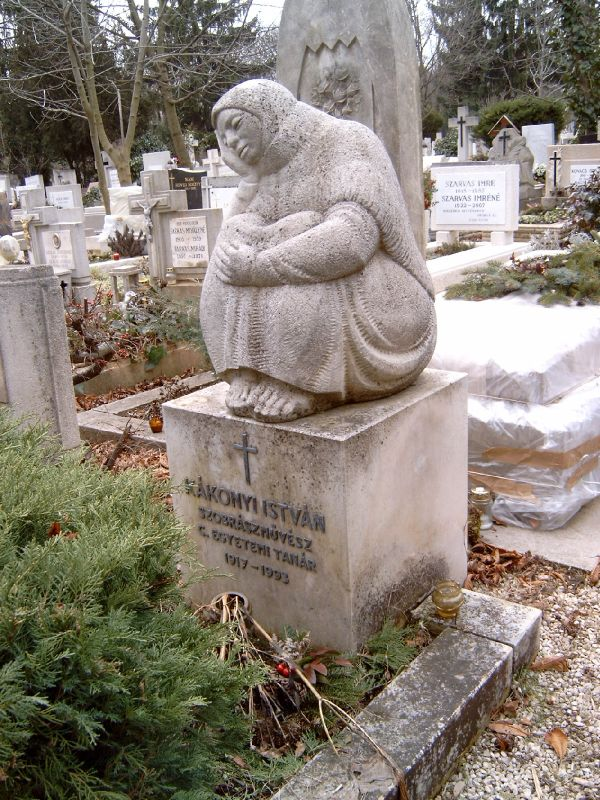
Kákonyi István festő, szobrász sírja Budapesten. Farkasréti temető: 2-4-91 (szobrász: Kákonyi István)

## Kiállításai

### Egyéni
- 1966 Budapest
- 1982 Kalocsa

### Válogatott, csoportos
- 1946, 1952, 1954, 1957, 1965, 1978 Budapest
- 1977-1989 Sopron

## Köztéri szobrai
- Mackó (Hódmezővásárhely, 1958)
- Kacor (Hódmezővásárhely, 1958)
- Eötvös Loránd b. domborműves emléktábla (Budapest, 1959)
- Csikók-szobor (Budapest, 1962)
- Dr. Varga József (Budapest, 1966)
- Marx-dombormű (Szeged, 1968)
- Bolyai emlékfal (Salgótarján, 1972)
- Szabó Gusztáv mellszobra (Mezőtúr, 1978)
- Kákonyi István síremléke (Budapest, 1998)